# Граф Лестерський

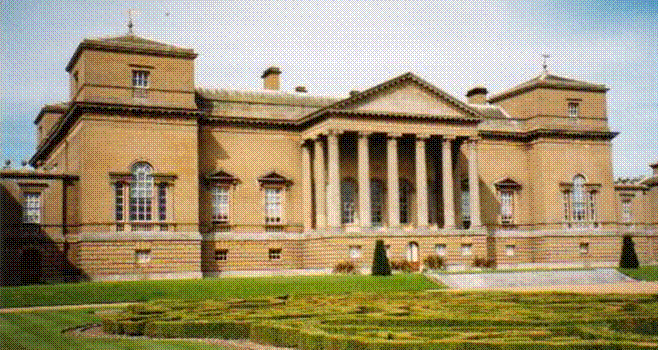
Холкхем-Холл — сучасна резиденція графів Лестер

Граф Ле́стерський (англ. Earl of Leicester) — середньовічний титул дворянства Англії та Великої Британії, що існує дотепер. Резиденцією сучасних графів Лестер є Холкхем-Холл у північному Норфолці.

## Історія
Вперше титул графа Лестера був наданий у 1107 р. англонармандському аристократу Роберту де Бомону, графу Меланському, одному з найбільш близьких радників короля Генріха І. Нащадки Роберта носили титул графа Лестера до 1204 р., коли по закінченні чоловічої лінії родини де Бомон, їх володіння були розділені між сестрами четвертого графа. Син старшої з них — Симон де Монфор, отримав місто Лестер та титул графа. Симон став головним організатором та керівником Альбігойського хрестового походу і на деякий час отримав у володіння Тулузьке графство у Ланґедоці. Його син, Симон де Монфор, 6-й граф Лестер, грав провідну роль у внутрішньополітичній боротьбі в Англії у період правління короля Генріха ІІІ та очолив повстання англійських баронів, які розбили і полонили короля. Але у 1265 році Симон програв і був вбитий у битві при Івшемі. Після його смерті, титул і володіння графа Лестер були конфісковані королем і передані молодшому синові Генріха ІІІ Едмунду Хрестоносцю, графу Ланкастеру. Син Едмунда Томас у 1322 р. був звинувачений у зраді і страчений королем Едуардом ІІ, однак після повалення останнього у 1327 р. титул графа Лестера був відновлений для молодшого брата Томаса Генрі. Останнім графом Лестером з нащадків Едмунда Хрестоносця був Генрі Гросмонтський, видатний англійський полководець першого періоду Столітньої війни. Після його смерті у 1361 р. титул та володіння графа Лестер перейшли до чоловіка молодшої дочки Генрі Гросмонтського Джона Гентського, третьому синові англійського короля Едуарда ІІІ і засновнику династії Ланкастерів. Коли син Джона Гонта Генріх Болінгброк у 1399 р. вступив на престол Англії, титул графа Лестера перестав існувати, а супутні йому земельні володіння увійшли у склад королівського домену, став частиною герцогства Ланкастер.
Третя креація титулу графа Лестер відбулась у 1564 р. Цей титул був наданий Роберту Дадлі, фавориту Єлизавети І. Дадлі помер у 1588 р. без спадкоємців, і титул знову був відновлений у 1618 р. для його племінника Роберта Сідні, видатного державного діяча якобинської Англії і талановитого поета. Його нащадки носили цей титул до 1743 р., коли закінчилась чоловіча лінія роду Сідні. Наступні дві креації — для Томаса Кука (1744) та Джорджа Таунсхенда (1784) виявились недовговічними. Нарешті у 1837 р. графом Лестер став Томас Вільям Кук, чиї нащадки продовжують носити цей титул і до сьогодні.

## Список

### 1 креація (1107)
- Роберт де Бомон, 1-й граф Лестер, граф Меланський (пом. у 1118 р.);
- Роберт де Бомон, 2-й граф Лестер (пом. у 1168 р.), син попереднього;
- Роберт де Бомон, 3-й граф Лестер (пом. у 1190 р.), син попереднього;
- Роберт де Бомон, 4-й граф Лестер(пом. у 1204 р.), син попереднього;
- Симон де Монфор, 5-й граф Лестер (пом. у 1218 р.), син сестри попереднього;
- Симон де Монфор, 6-й граф Лестер (пом. у 1265 р.), син попереднього, титул конфискований у 1265 р.

### 2 креація (1265)
- Едмунд Хрестоносець, 1-й граф Ланкастер і Лестер (помер у 1296), син Генріха III;
- Томас Плантагенет, 2-й граф Ланкастер і Лестер (помер у 1322), син попереднього, титул конфісковано  1322 року;
- Генрі Плантагенет, 3-й граф Ланкастер і Лестер (помер у 1345), брат попереднього, титул відновлено 1327 року;
- 1345—1361: Генрі Гросмонтський, син попереднього;
- 1362—1399: Джон Гентський, зять попереднього;
- Генріх Болінгброк, герцог Ланкастер і 6-й граф Лестер (помер у 1413), син попереднього, з 1399 — король Англії Генріх IV.

### 3 креація (1564)
- Роберт Дадлі, граф Лестер (пом. у 1588 р.)

### 4 креація (1618)
- Роберт Сідні, 1-й граф Лестер (пом. у 1626 р.)
- Роберт Сідні, 2-й граф Лестер (пом. у 1677 р.)
- Філіпп Сідн, 3-й граф Лестер (пом. у 1698 р.)
- Роберт Сідні, 4-й граф Лестер (пом. у 1702 р.)
- Філіпп Сідні, 5-й граф Лестер (пом. у 1705 р.)
- Джон Сідні, 6-й граф Лестер (пом. у 1737 р.)
- Джоселін Сідні, 7-й граф Лестер (пом. у 1743 р.)

### 5 креація (1744)
- Томас Кук, граф Лестер (пом. у 1759 р.)

### 6 креація (1784)
- Джордж Таунсхенд, 2-й маркіз Таунсхенд, 1-й граф Лестер (пом. у 1811 р.)
- Джордж Таунсхенд, 3-й маркіз Таунсхенд, 2-й граф Лестер (пом. у 1855 р.)

### 7 креація (1837)
- Томас Вільям Кук, 1-й граф Лестер (пом. у 1842 р.)
- Томас Вільям Кук, 2-й граф Лестер (пом. у 1909 р.)
- Томас Вільям Кук, 3-й граф Лестер (пом. у 1941 р.)
- Томас Вільям Кук, 4-й граф Лестер (пом. у 1949 р.)
- Томас Вільям Эдвард Кук, 5-й граф Лестер (пом. у 1976 р.)
- Ентоні Льюїс Ловел Кук, 6-й граф Лестер (пом. у 1994 р.)
- Едвард Дуґлас Кук, 7-й граф Лестер (народ. у 1936 р.)

Спадкоємець титулу: Томас Едвард Кук, віконт Кук, син останнього (народ. у 1965 р.).
Спадкоємець останнього: Едвард Гораціо Кук (народ. у 2003 р.)